# Port lotniczy New Stuyahok
Port lotniczy New Stuyahok (IATA: KNW, ICAO: PANW) – port lotniczy położony w New Stuyahok, w stanie Alaska, w Stanach Zjednoczonych.